# La Clua (Artesa de Segre)
La Clua es una localidad española perteneciente al municipio leridano de Artesa de Segre, en la comunidad autónoma de Cataluña.

## Descripción
A mediados del siglo XIX, el lugar, por entonces con ayuntamiento propio, tenía contabilizada una población de 33 habitantes. La localidad aparece descrita en el sexto volumen del Diccionario geográfico-estadístico-histórico de España y sus posesiones de Ultramar de Pascual Madoz de la siguiente manera:

CLUA: l. con ayunt. en la prov. de Lérida (8 leg.), part. jud. de Balaguer (5), aud. terr. y c. g. de Cataluña (Barcelona 20), dióc. de Seo de Urgel y priorato de Meyá (1): está sit. en un vallado al pie de un monte ó cerro llamado de su nombre: le combaten los vientos de E. y N.; y el clima aunque templado, produce tercianas gastrico-biliosas y catarros. Tiene 20 casas y la igl. parr. (San Julian), está servida por un cura párroco de provision ordinaria en concurso general. Confina el térm. N. con Garsola y valle de Iriet (á 1/2 leg.); E. con el mismo y Argentera; S. con este último, ambos á igual dist. del primero, y O. Baldomar: se encuentran en él varias fuentes naturales de aguas de buena calidad, de las cuales se surten los vec. para atender á sus necesidades domésticas. El terreno montuoso, pedregoso y árido, es en general de mala calidad, hallándose en él el monte que lleva el nombre del pueblo, al E. y el de Grao de Clua al S.: los caminos que le atraviesan son los que conducen á los pueblos limitrofes casi intransitables: la correspondencia la reciben, por espreso que cada interesado manda, de la cartería de Villanueva de Meyá, los lunes, miércoles y sábados; saliendo los martes, viernes y domingos. prod.: centeno, cebada, patatas, vino y aceite, siendo la principal cosecha la del primero: se cria ganado vacuno y lanar, prefiriendo el primero; y hay caza de conejos, perdices y liebres. ind. un molino de aceite. pobl.: 6 vec., 33 alm. cap. imp.: 9,330 rs. contr. el 14,28 por 100 de esta riqueza. presupuesto municipal: 330 rs. que se cubren por derrama vecinal, de los cuales se pagan 90 al secretario del ayuntamiento.
(Madoz, 1847, p. 484)

En el siglo XX la localidad llegó a quedar despoblada. La localidad, perteneciente hoy día al término municipal leridano de Artesa de Segre, tenía empadronados 17 habitantes en 2018.